# 건습구 습도계

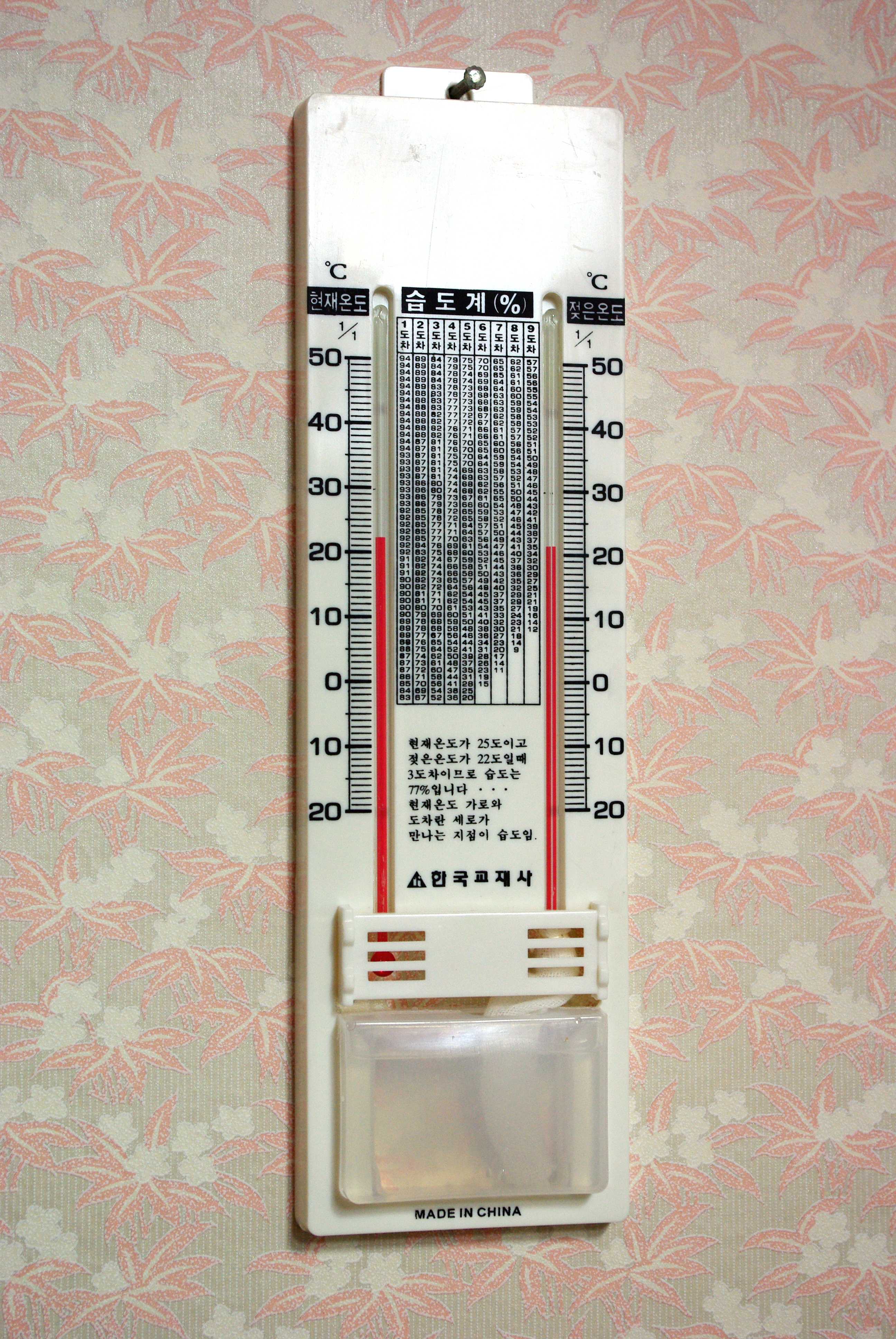
건습구 습도계

건습구 습도계(乾濕球濕度計)는 건구온도와 습구온도의 2가지 온도를 측정한 후 습도표로 습도를 알아내는 측정 기구이다.

## 같이 보기
- 습도계
- 온도계